# Розанов, Александр Николаевич
Александр Николаевич Розанов (1892—1963) — советский почвовед, лауреат премии имени В. В. Докучаева АН СССР (1950).
Родился в 1892 г. в Кинешме в семье мелкого служащего.
Окончил реальное училище и Петровскую (Тимирязевскую) сельскохозяйственную академию, ученик В. В. Докучаева.
С 1926 по 1934 год работал в Ташкенте в Институте почвоведения и геоботаники САГУ и в Среднеазиатском хлопковом институте на кафедре почвоведения и агрохимии ассистентом, доцентом и заведующим кафедрой. В этот период провел ряд крупных почвенно-географических исследований в Ферганской долине, низовьях Сыр-Дарьи, Ширабадской долине и в горах Таджикистана.
С 1934 г. старший научный сотрудник Почвенного института им. В. В. Докучаева. Продолжил исследования в Голодной степи, которые послужили основой для разработки теоретических вопросов мелиорации почв, выяснения влияния орошения на почвообразование и соленакопление в оазисах.
В 1948 году защитил диссертацию на соискание степени доктора геолого-минералогических наук «Сероземы Средней Азии», за которую в 1950 году стал лауреатом премии имени В. В. Докучаева АН СССР.
Сочинения:
- Сероземы Средней Азии : в 4-х томах : диссертация … доктора геолого-минералогических наук : 04.00.00. — Москва, 1948. — 833 c. разд паг. : т. 1 (282 с. : ил.), т. 2 (289 с. : ил.), т. 3 (245 с. : ил.) + Прил.: т. 4 (17 с. : ил., карт.).
- Сероземы Средней Азии [Текст] / Акад. наук СССР. Почв. ин-т им. В. В. Докучаева. — Москва : Изд-во Акад. наук СССР, 1951. — 460 с., 1 л. ил. : ил.; 27 см.
- Почвы глинистых пустынь и орошаемых районов Средней Азии [Текст]. — Москва ; Ленинград : Изд-во Акад. наук СССР, 1939 (Москва). — 100 с. : ил., граф.; 16 см. — ([Серия по почвоведению для агротехников, учителей и колхозного актива] / Почв. и-т им. В. В. Докучаева).
- La salinisation des sols irrigués et leur amélioration [Текст] / Par A. N. Rozanov. — Paris : [б. и.], 1956. — 669—674 с.; 24 см. — (Extrait des rapports présentés au Congrès / Sixième Congrès de la science du sol. Paris, 1956; VI, 30).
- Les sols gris marron comme type de sol particulier [Текст] / Par A. N. Rozanov. — Paris : [б. и.], 1956. — 169—174 с.; 24 см. — (Extrait des rapports présentés au Congrès / Sixième Congrès de la science du sol. Paris, 1956; V, 27).
- Почвы глинистых пустынь и орошаемых районов Средней Азии [Текст] / А. Н. Розанов; Акад. наук СССР. Почв. инст. им. В. В. Докучаева. — Москва ; Ленинград : Изд-во Акад. наук СССР, 1939. — 100 с. : ил.; 16 см. — (Серия по почвоведению для агротехников, учителей и колхозного актива / Под общ. ред. акад. Л. И. Прасолова).

Умер 31 января 1963 г. после тяжелой болезни.

## История
- Александр Николаевич Розанов. 1892—1963. Почвоведение, — 1963 , No 4 , с.113-114 с портр . — Некролог